# Marcos Pérez Sancho
Marcos Pérez Sancho (in tedesco: Marco Pérez; Grabs, 21 marzo 1978) è un ex calciatore spagnolo, di ruolo centrocampista.

## Carriera
Vissuto in Liechtenstein, ma di madre spagnola e di padre sloveno (di cui però non assunse né il cognome, né la cittadinanza, in quanto i suoi genitori non erano sposati), giocò il 4 giugno 1996 una partita di beneficenza con la maglia della nazionale liechtensteinese contro la Germania (persa per 9-1, in cui andò anche in rete), pur non possedendo la cittadinanza del Principato; infatti per poter ottenere la cittadinanza del Liechtenstein, avrebbe dovuto privarsi di quella spagnola, ma rifiutò di farlo, perdendo anche la possibilità di continuare a giocare in nazionale.

## Statistiche

### Cronologia presenze e reti in Nazionale
| Cronologia completa delle presenze e delle reti in nazionale ― Liechtenstein | Cronologia completa delle presenze e delle reti in nazionale ― Liechtenstein | Cronologia completa delle presenze e delle reti in nazionale ― Liechtenstein | Cronologia completa delle presenze e delle reti in nazionale ― Liechtenstein | Cronologia completa delle presenze e delle reti in nazionale ― Liechtenstein | Cronologia completa delle presenze e delle reti in nazionale ― Liechtenstein | Cronologia completa delle presenze e delle reti in nazionale ― Liechtenstein | Cronologia completa delle presenze e delle reti in nazionale ― Liechtenstein |
| Data                                                                         | Città                                                                        | In casa                                                                      | Risultato                                                                    | Ospiti                                                                       | Competizione                                                                 | Reti                                                                         | Note                                                                         |
| ---------------------------------------------------------------------------- | ---------------------------------------------------------------------------- | ---------------------------------------------------------------------------- | ---------------------------------------------------------------------------- | ---------------------------------------------------------------------------- | ---------------------------------------------------------------------------- | ---------------------------------------------------------------------------- | ---------------------------------------------------------------------------- |
| 4-6-1996                                                                     | Mannheim                                                                     | Germania                                                                     | 9 – 1                                                                        | Liechtenstein                                                                | Amichevole                                                                   | 1                                                                            | 83’                                                                          |
| Totale                                                                       |                                                                              | Presenze                                                                     | 1                                                                            |                                                                              | Reti                                                                         | 1                                                                            |                                                                              |

## Palmarès

### Club

#### Competizioni nazionali
- Coppa del Liechtenstein: 6

Vaduz: 1995-1996, 2001-2002, 2002-2003, 2003-2004, 2004-2005, 2005-2006